# Вилтон (Калифорнија)
Вилтон (енгл. Wilton) насељено је место без административног статуса у америчкој савезној држави Калифорнија.

## Демографија
По попису из 2010. године број становника је 5.363, што је 812 (17,8%) становника више него 2000. године.
| Група             | 2000.         | 2010.         |
| Белци             | 3.663 (80,5%) | 3.973 (74,1%) |
| Афроамериканци    | 86 (1,9%)     | 169 (3,2%)    |
| Азијати           | 107 (2,4%)    | 289 (5,4%)    |
| Хиспаноамериканци | 440 (9,7%)    | 683 (12,7%)   |
| Укупно            | 4.551         | 5.363         |